# Sarah Jeong

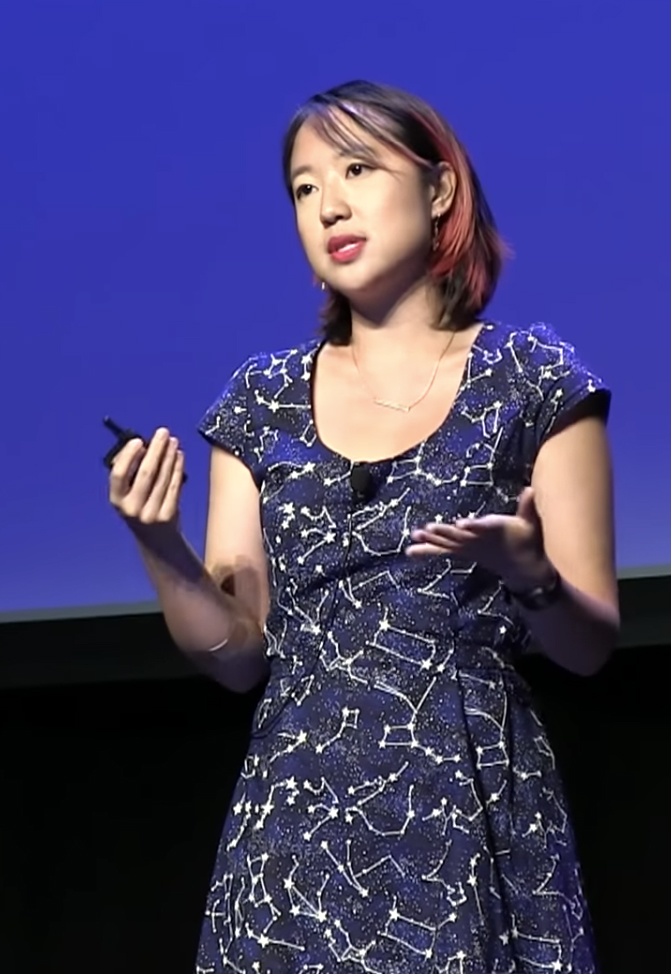
Sarah Jeong beim XOXO Festival 2016

Sarah Jeong (* 2. Juni 1988 in Südkorea) ist eine Südkoreanisch-US-amerikanische Journalistin, die sich auf IT-Recht und andere Technologiethemen spezialisiert hat. Jeong ist leitende Autorin für The Verge und wird im September 2018 dem Editorial Board der New York Times beitreten. Zuvor war Jeong Redakteurin für die Motherboard-Website von Vice. Sie ist Autorin von The Internet of Garbage, einem Sachbuch über Online-Belästigung.

## Leben
Jeongs Eltern zogen 1991 mit ihr nach New York City. Sie besuchte die University of California, Berkeley und die Harvard Law School, wo sie Herausgeberin des Harvard Journal of Law & Gender war.
Jeong schreibt über Recht, Technologie und Internetkultur. Sie ist Autorin bei The Verge und war zuvor als Redakteurin für die Hauptplatine von Vice tätig und schrieb Artikel für Forbes, The Guardian und The New York Times. 2014 startete die Aktivistin einen regelmäßigen Newsletter.
Jeong war 2016 Poynter Fellow im Journalismus an der Yale University für ihre Arbeit über Cybercrime-Studien. Gleichfalls 2016 veröffentlichte Jeong ihr Buch The Internet of Garbage über Online-Belästigung und Antworten darauf durch Medien und Online-Plattformen. Das Buch diskutiert Strategien für aktive Moderation und Community-Management, um Online-Interaktionen zu verbessern. 2017 hat Forbes Jeong zu den „30 Under 30“ Gelisteten ernannt.
Im August 2018 wurde Jeong von der New York Times als Redakteurin für Technologie verpflichtet. Das Engagement löste eine stark negative Reaktion in konservativen Medien und sozialen Netzwerken aus, in denen Jeong abfällige Tweets über weiße Menschen gepostet hat, die sie hauptsächlich 2013 und 2014 veröffentlicht hatte. Kritiker charakterisierten ihre Tweets als rassistisch; Jeong entgegnete, ihre Äußerungen seien lediglich Reaktionen auf Belästigungen gewesen, die ihr selbst widerfahren seien, eine Art „Gegen-Trolling“, und sie bereue diese Stellungnahmen. Die NY Times gab an, dass sie Jeongs Social-Media-Aktivitäten überprüft hatte, bevor sie eingestellt wurde, und dass sie die Beiträge nicht gutgeheißen habe.